# Mahina (Mali)
Mahina ist eine Kleinstadt und Gemeinde im Südwesten Malis.
Die Stadt liegt im Kreis Bafoulabé in der Region Kayes am Ufer des Flusses Bafing etwa 350 Kilometer nordwestlich der Hauptstadt Bamako. Die Gemeinde besteht aus 24 kleineren Dörfern, von denen neben Mahina die größten Dörfer Diallola, Sékodounga und Niakalinssiraya sind. Bei der Volkszählung in Mali im Jahre 2009 hatte die Gemeinde etwa 27.000 Einwohner. Die Eisenbahnlinie Dakar–Niger hat eine Station in Mahina.